# حیاط خلوت (رمان)
رمان حیاط خلوت نوشته فرهاد حسن‌زاده یک رمان فارسی ست که در سال ۱۳۸۲ در نشر ققنوس منتشر شد.
به گواه جوایز و نامزدیها، حیاط خلوت یکی از بهترین رمانهای فارسی دربارهٔ بازماندگان و دوره پس از جنگ ایران و عراق است.

## نامزدیها و جوایز
- برگزیده جشنواره ادب و پایداری سال ۱۳۸۳
- نامزد جایزه گلشیری
- تقدیر شده جایزه مهرگان
- نامزد جایزه قلم زرین
- نامزد کتاب سال ایران

## خلاصه داستان
این رمان دربارهٔ چند دوست است که در آبادان زندگی می‌کردند و دوران کودکی خود را در شهر آبادان گذراندند. با شروع جنگ ایران و عراق، هر کدام از این نوجوانها به شهری مهاجرت کردند و از هم دور افتادند؛ ولی بعد از ۱۲ سال با انتشار یک آگهی که عکس «آشور» را به عنوان گم شده و دچار اختلال حواس معرفی می‌کرد، همه دوستان دوباره در آبادان دور هم جمع شدند. «آشور» شخصیت اصلی داستان جانباز است. خاطرات و شخصیتش چنان با جنگ آمیخته که هم جدایی از جنگ برایش در حکم مرگ است و هم ماندن در آن. او به همراه خواهرش، شریفه، و پسر ۱۱ساله ای که شاهد نام دارد و او را برادر خود معرفی می‌کند، در آبادان و در مدرسه‌ای متروکه، زندگی می‌کنند. برخلاف آشور، دوستان‌اش که در جنگ نبوده‌اند، هرکدام به نحوی و در جاهایی دور از هم به زندگی‌شان ادامه می‌دهند و به آن عادت هم کرده‌اند. به همین سبب است که نمی‌توانند و حتی نمی‌خواهند دوباره به شهرِ جنگ‌زده‌شان، که دیگر همان نیست که در جوانی‌شان بود، بازگردند.

## بازخوردها
حسن پارسایی، منتقد ادبی دربارهٔ این رمان گفته:
این داستان از نظر زیبایی‌شناسی ظرفیت معنادار، چالش‌برانگیز و دلالت‌گری دارد. نویسنده موفق شده ۶ کاراکتر خود را به خوبی شخصیت‌پردازی کند و علاوه بر پرداختن به لایه‌های بیرونی، لایه‌های درونی داستان را مورد توجه قرار دهد.

این احتمال وجود دارد که نویسنده یکی از شخصیت‌های داستان و ۶دوستی است که بعد از سال‌ها با هم روبرو می‌شوند. این داستان بهانه نویسنده برای بازگشت به گذشته و خاطرات خود بوده‌است.
همچنین نقد محمود رنجبر با نام «خوانش باختینی حیاط خلوت» که دربارهٔ این رمان نوشته شده در چهاردهمین دوره جشنواره نقد کتاب برگزیده شد. چکیده این نقد به شرح زیر است
«حیاط خلوت» نوشته فرهاد حسن‌زاده، یکی از رمان‌های برگزیده جشنواره ادب پایداری است. این رمان از جمله آثار متفاوت در حوزه ادبیّات پایداری به‌شمار می‌رود. نگرش انتقادی به تبعات جنگ و حذف ارزش‌های برآمده از این واقعة سیاسی، اجتماعی، رمان مذکور را به اثری قابل تأمّل از منظر حوزه انسان‌شناسی و جامعه‌شناسی ادبیّات بدل می‌کند. از سوی دیگر، تجربه مبتنی بر زیست جهان نویسنده در زبان و اجتماع پس از جنگ، موجب بازتاب کیفیات زندگی و چگونگی تحوّلات فکری شخصیّت‌های این رمان شده‌است. هدف این پژوهش، بازخوانی رمان حیاط خلوت با رویکرد میخائیل باختین است. نتایج این خوانش نشان می‌دهد که در این رمان، حرکتی کارناوالی از سوی شخصیّت‌ها برای ویرانگری نظم برساختة حاکمیت جامعة پس از جنگ صورت می‌گیرد. در این حرکت نشانه‌های متفاوت گفتگو، خنده، اعتراض، چند صدایی و نقیضه پدیدار می‌شود که نشان دهندة جنبه‌هایی از کیفیت زندگی انسان معاصر است.